# Pantoprazol

Pantoprazol

Pantoprazol é um fármaco indicado para reduzir a acidez estomacal e os sintomas em casos de gastrite, gastroduodenite, dispepsia não ulcerosa e doença por refluxo gastroesofágico.

## Ações Farmacológicas
O Pantoprazol é um benzimidazol substituído, pertence ao grupo de medicamentos chamados de IBP - inibidor da bomba de prótons (H+, K+-ATPase) com atividade antiácida, tendo como função diminuir a produção do ácido clorídrico (HCl) no estômago. O ácido clorídrico é extremamente importante para a digestão dos alimentos, sendo o responsável pela conversão do pepsinogênio em sua forma ativa, a pepsina. Esse medicamento é uma base lipofílica fraca que atravessa a membrana celular parietal e entra no canalículo da célula parietal ácida onde se torna protonada, produzindo o metabólito ativo sulfenamida, que forma uma ligação covalente irreversível com dois sítios da enzima H + / K + -ATPase desta célula parietal, inibindo assim a produção de ácido gástrico (basal e estimulado). Pode também ser uma alternativa valiosa para outros IBPs no tratamento de distúrbios relacionados aos ácidos digestivos.

### Usos Clínicos

#### Úlceras
Normalmente essas feridas que afetam  a mucosa de alguns órgão do trato grastrointestinal (esôfago, duodeno, estômago) devido á corrosão do revestimentos interno pelo ácido gástrico e sucos digestivos.
O pantoprazol é utilizado para tratar e ajudar a curar úlceras duodenais e gástricas. Dependendo do local onde se encontra a úlcera, ela pode ser chamada úlcera gástrica ou duodenal. A diferença de ambas é que uma se encontra no estômago e a outro no duodeno, respectivamente.
Esse fármaco também pode ser usado  para prevenir úlceras causadas pelo ao uso excessivo de drogas anti-inflamatórias não esteroidais (AINEs). Estes são medicamentos utilizados para aliviar a dor, febre, inchaço e outros sintomas de inflamação, incluindo artrite (inflamação das articulações).

#### Doença do refluxo gastroesofágico (DRGE)
O pantoprazol é utilizado no tratamento da esofagite de refluxo ou doença do refluxo gastroesofágico. A esofagite de refluxo é uma inflamação da mucosa do esôfago devido ao refluxo do conteúdo gástrico que se desloca em direção a ele (normalmente devido à alguma disfunção dos esfincteres esofágicos).  O refluxo pode causar uma sensação de queimação no peito subindo até a garganta, também conhecida como azia.

#### Síndrome de Zollinger-Ellison
Pantoprazol é usado para tratar uma condição rara chamada síndrome de Zollinger-Ellison, onde o estômago produz quantidades muito grandes de ácido, que pode ocasionar em lesões gástricas.

#### Heliobacter Pylori
Estas bactérias vivem quase exclusivamente no estômago humano e duodeno, sendo o único organismo conhecido capaz de colonizar esse ambiente muito ácido, em parte pela sua capacidade de secretar uréase, que transforma a ureia presente no ácido gástrico em amônia, elevando o pH ao redor da bactéria possibilitando sua colonização. Essas bactérias têm formato de hélice a forma espiralada permite-lhes "atravessar" com mais facilidade a camada de muco que protege o epitélio gástrico.
Essa doença gástrica ocasionada pela bactéria a H. pylori, uma vez detectada, na mucosa do estômago de pacientes com doença gástrica, o tratamento indicado consiste em regime triplo ou quádruplo, incluindo os inibidores de bomba de próton como omeprazol ou lansoprazol, uso de antibióticos,metronidazol, claritromicina, amoxicilina ou tetraciclina.

#### Mecanismo de Ação do Pantoprazol
Esse medicamento tem a função farmacológica de um inibidor de bomba de prótons, ou seja, promove a inibição específica e dose-dependente da enzima H+ K+ ATPase gástrica, essa enzima é responsável pela secreção de ácido clorídrico (HCl) pelas células parietais do estômago. Após a absorção da sua substância ativa, o benzimidazol substituído se acumula no compartimento ácido das células parietais. Posteriormente serão  convertido à sua forma ativa, uma sulfonamida cíclica se ligando à H+ K+ ATPase (bomba protônica), causando assim uma potente e prolongada supressão da secreção ácida basal e estimulada.

##### Efeitos Colaterais
Como todo medicamento, o pantoprazol pode ocasionar eventos adversos, mesmo na maioria dos casos dos pacientes (cerca de 5%) o apresentem. Seus efeitos mais comuns ocorrem em menos de 1% dos pacientes, sendo eles os efeitos de diarreia e dor de cabeça (cefaleia).
- Reações Incomuns (acontece entre 0,1% e 1%): Distúrbios do sono, dor de cabeça, boca seca, diarreia, náusea/vômito, inchaço e distensão abdominal, prisão de ventre, aumento nos níveis de enzimas do fígado, vertigem e dentre outras.
- Reações raras (acontece entre 0,01% e 0,1%): Depressão, aumento nos níveis de triglicerídeos e colesterol, alterações nas células do sangue (agranulocitose), dor nas articulações e musculares e dentre outras.
- Reações muito raras: (acontece em menos de 0,01%): leucopenia, trombocitopenia, pancitopenia e desorientação.
- Reações de frequência desconhecida: Dano as células do fígado levando a coloração amarelada na pele ou em olhos (icterícia), inflamação renal (nefrite intersticial), síndrome de Steves Johnson, redução dos níveis de Sódio/Magnésio, alucinações, sensibilidade à luz, eritema multiforme e a síndrome de Lyell.
- Pacientes Pediátricos: (As reações mais relatadas acontecem em 4%) Pacientes entre 5 e 16 anos de idade, podendo ocorrer dor de cabeça, diarreia, febre, infecção respiratória, vômito, dor abdominal e irritação da pele.